# Nagy Zsuzsanna (orvos)
Nagy Zsuzsanna (Barót, 1964. március 29. –) erdélyi magyar orvos, kutatóorvos, versmondó.

## Kutatási területe
Neuropatológia, Alzheimer-kór, gyógyszerészet.

## Életútja
Nagy Sándor és Nagyné Bede Rozália házasságából született. Középiskolát a baróti Ipari Líceumban végzett (1982), orvosi diplomát a marosvásárhelyi OGYI hallgatójaként szerzett (1989). Tudományos pályája harmadéves diákként elkezdett fejlődéstani kutatásaival indult, melynek eredményeit A glutetimid hatása a magzati fejlődésre c. államvizsga-dolgozatában összegezte (1989). Tudományos munkásságát az Oxfordi Egyetem gyógyszertani intézetében folytatta, kutatási területe: az idegrendszer degenerációs folyamatai. Az Alzheimer-kór patológiája c. disszertációjával Oxfordban nyerte el az orvostudományok doktora címet (1994). A Dementia, The Lancet, JNEN c. nemzetközi szaklapokban jelentek meg közleményei, előadóként szerepelt nemzetközi konferenciákon (Liverpool, 1993; Nottingham, 1994; Oxford, Cambridge, 1995). Angol és német kutatóintézetekben dolgozik.
A magyar nyelvű szépirodalom iránti érzékenységéről tanúskodnak versei és versműsorai. Szilágyi Domokos-műsorát (Harminckét sor a boldogságról) 1989-ben Marosvásárhelyen, 1990-ben Baróton, 1993-ban Londonban a Mindszenty Otthonban mutatta be. A Chicagóban megjelenő Szivárvány című irodalmi szemle versét közölte (1991).